# Folke Hauger Johannessen
Folke Hauger Johannessen (* 2. Dezember 1913 in Göteborg, Schweden; † 17. April 1997 in Somerset, Vereinigtes Königreich) war ein norwegischer Admiral der Marine (Kongelige Norske Marine), der zuletzt von 1964 bis 1972 Oberbefehlshaber der norwegischen Streitkräfte (Forsvarssjef) war.

## Leben

### Ausbildung zum Seeoffizier und Zweiter Weltkrieg
Johannessen, jüngstes von vier Kindern des Schiffsführers Thorkild Hauger Johannessen und dessen Ehefrau Valborg Regnman, wuchs zunächst in Göteborg auf und später in Fredrikstad. Nach dem Schulbesuch heuerte er als Maschinenjunge bei einer Reederei an und unternahm zwischen 1931 und 1933 auf Handelsschiffen Fahrten nach Europa und nach Amerika, um die Aufnahmevoraussetzungen für eine Ausbildung zum Seeoffizier zu erfüllen. Danach begann er 1930 eine Offiziersausbildung an der Seekriegsschule (Sjøkrigsskolen) in Horten und schloss diese 1938 als Leutnant zur See ab. Unmittelbar darauf wurde er an Bord des Wachschiffes KNM Nordkap versetzt, mit dem er im Winter Patrouillenfahrten durch Nordnorwegen unternahm. Kurze Zeit später wurde er stellvertretender Kommandant dieses Schiffes sowie im Anschluss stellvertretender Kommandant des entlang der Küste von Værøy operierenden Torpedobootes KNM Snøgg. Nach Ausbruch des Zweiten Weltkrieges wurde er 1939 stellvertretender Kommandant der KNM Gyller, eines Zerstörers der Sleipner-Klasse, mit Heimathafen Kirkenes und nahm mit diesem an Kampfhandlungen nach dem Überfall der deutschen Wehrmacht auf Norwegen am 9. April 1940 teil.
Im Herbst 1940 ging Johannessen nach Großbritannien und wurde dort mit der Übergabe von norwegischen Kriegsschiffen an die US Navy betraut. In der Folgezeit nahm er an Patrouillenfahrten zum Schutz der kriegswichtigen Verbindungen zwischen den USA und Großbritannien teil. 1941 wurde er stellvertretender Kommandant der HMS St Albans, der ursprünglich als Zerstörer USS Thomas (DD-182) der US Navy 1940 im Rahmen des Zerstörer-für-Stützpunkte-Abkommens der Royal Navy überlassen wurde. Im Anschluss nahm er mit diesem Geleitfahrten zum Schutz alliierter Schiffe gegen den U-Boot-Krieg und Angriffe durch die Kriegsmarine wie zum Beispiel 1942 für Transporte von Kriegsmaterial nach Murmansk und Archangelsk. Daraufhin folgten als Chef einer alliierten Geleitgruppe Patrouillenfahrten entlang der Ostküste Großbritanniens und im Nordatlantik. In den letzten Kriegsmonaten war er Stabsoffizier im Marinestab in London.

### Nachkriegszeit und Aufstieg zum Admiral
Nach Kriegsende kehrte Johannessen nach Norwegen zurück und wurde stellvertretender Kommandant und Lehrer an der Seekriegsschule in Oslo, wo er durch seine Kriegserfahrungen die Ausbildung durch frühen Nachkriegszeit entscheidend prägte. 1948 übernahm er den Posten als Kommandant des Zerstörers KNM Stavanger, der vor der Küste Nordnorwegens eingesetzt war. Bereits kurze Zeit später wurde er 1948 stellvertretender Marineattaché an der Botschaft im Vereinigten Königreich sowie im Anschluss von 1950 bis 1952 Chef des Operationsabteilung im Stab des Oberkommandos der Seestreitkräfte SOK (Sjøforsvarets overkommando), ehe er zwischen 1952 und 1954 Stabsoffizier im NATO-Hauptquartier im Pariser Palais de Chaillot war. Nach seiner Rückkehr wurde er 1954 als Kapitän zur See (Kommandør) Chef des Operationsstabes im Oberkommando der Streitkräfte und spielte als solcher bis 1957 eine wichtige Rolle in der Grundsatzplanung der norwegischen Verteidigung und Einsatzbereitschaft. Nach einer einjährigen Verwendung zwischen 1957 und 1958 als Stabsoffizier im Hauptquartier des Obersten Befehlshabers der NATO im Atlantik SACLANT (Supreme Allied Commander Atlantic) in Norfolk wurde er nach seiner Rückkehr 1958 Kommandant der Seekriegsschule. Als solcher war er mit der Einführung der neuen Ausbildungsordnung der Seestreitkräfte sowie der Verlegung der Schule nach Bergen 1960 betraut. 1963 wurde er  zum Konteradmiral befördert und zum stellvertretenden Chef des Verteidigungsstabes im Hauptquartier der Streitkräfte ernannt.
Bereits ein Jahr später wurde Johannessen am 1. Januar 1964 zum Vizeadmiral befördert und Nachfolger von Generalleutnant Bjarne Øen als Oberbefehlshaber der norwegischen Streitkräfte (Forsvarssjef). In dieser Funktion setzte er sich für ein ständiges Marinekontingent bei der NATO ein, das 1967 eingerichtet wurde. Daneben wurde mit der Zusammenlegung des Oberkommandos im Verteidigungsministerium 1970 die größte Reform der Militärführung der Nachkriegszeit durchgeführt. Die Berücksichtigung der Gesamtheit der Streitkräfte und der einheitlichen Führung der drei Teilstreitkräfte war von entscheidender Bedeutung für ihn in diesen Jahren. Er war auch eine treibende Kraft bei der Entwicklung und Stärkung der norwegischen Verteidigung im Norden vor dem Hintergrund der sowjetischen Aufrüstung auf der Halbinsel Kola. 1970 wurde er zum Admiral befördert und war damit der erste Oberbefehlshaber der Streitkräfte Norwegens, der diesen Rang erhielt. 1972 wurde ihm das Großkreuz des Sankt-Olav-Orden verliehen. Am 1. Februar 1972 wurde er als Forsvarschef durch General Herman Fredrik Zeiner-Gundersen abgelöst. Im Anschluss fungierte er von 1972 bis 1973 noch als Direktor der Verteidigungshochschule (Forsvarets høgskole).
Johannessen war seit 1942 mit Joan Margaret Brown verheiratet.

## Veröffentlichungen
- Gå på – eller gå under, 1988
- Admiral Folke Hauger Johannessens erindringer 1948–1973. En tidligere admiral og forsvarssjefs tilbakeblikk, posthum 1998